# 国道4号

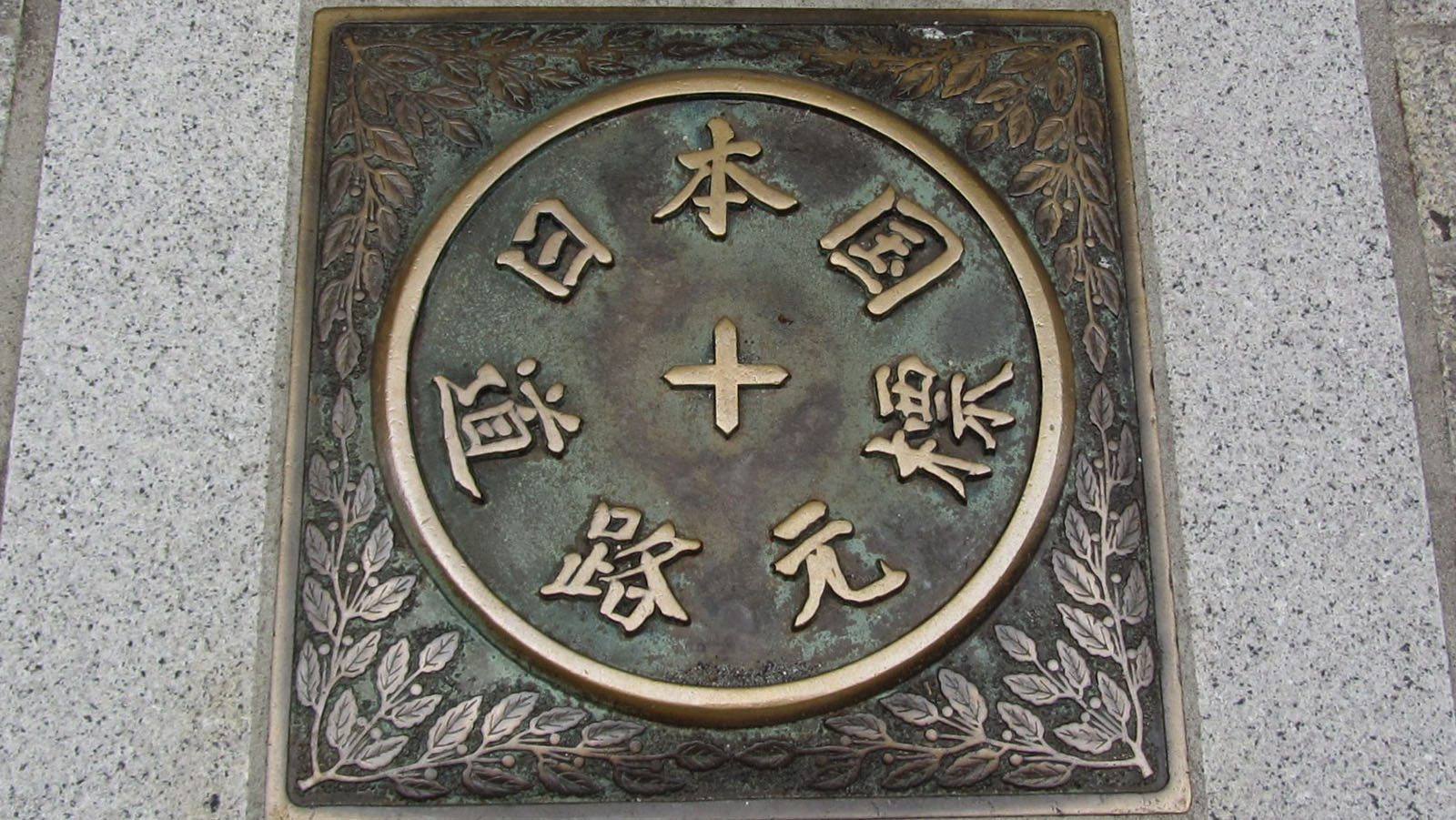
国道4号起点
日本橋中央の日本国道路元標

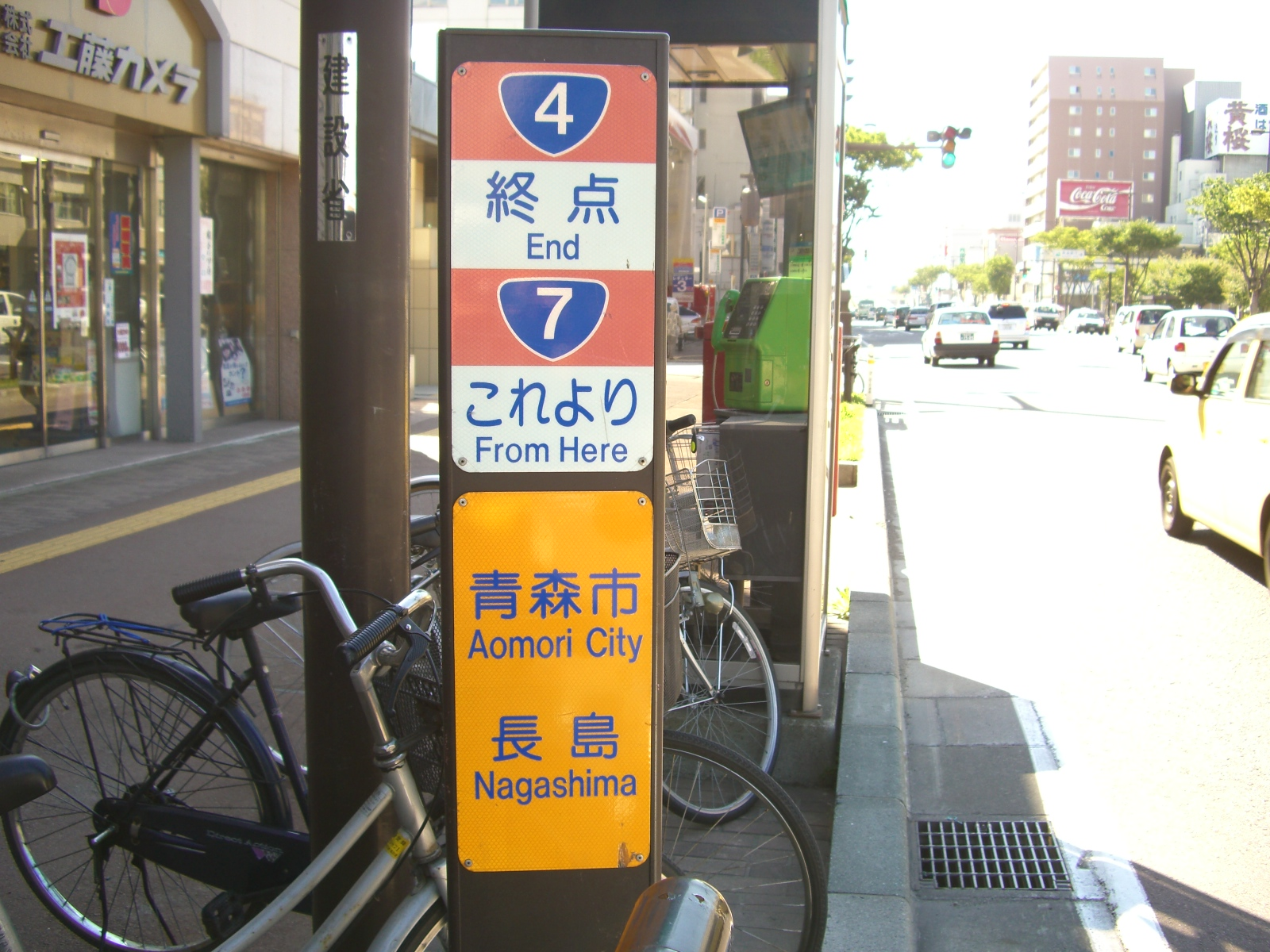
国道4号終点ボスト
青森市長島 青森県庁前交差点

国道4号（こくどう4ごう）は、東京都中央区から栃木県宇都宮市、福島県福島市、宮城県仙台市、岩手県盛岡市を経て、青森県青森市に至る一般国道である。

## 概要

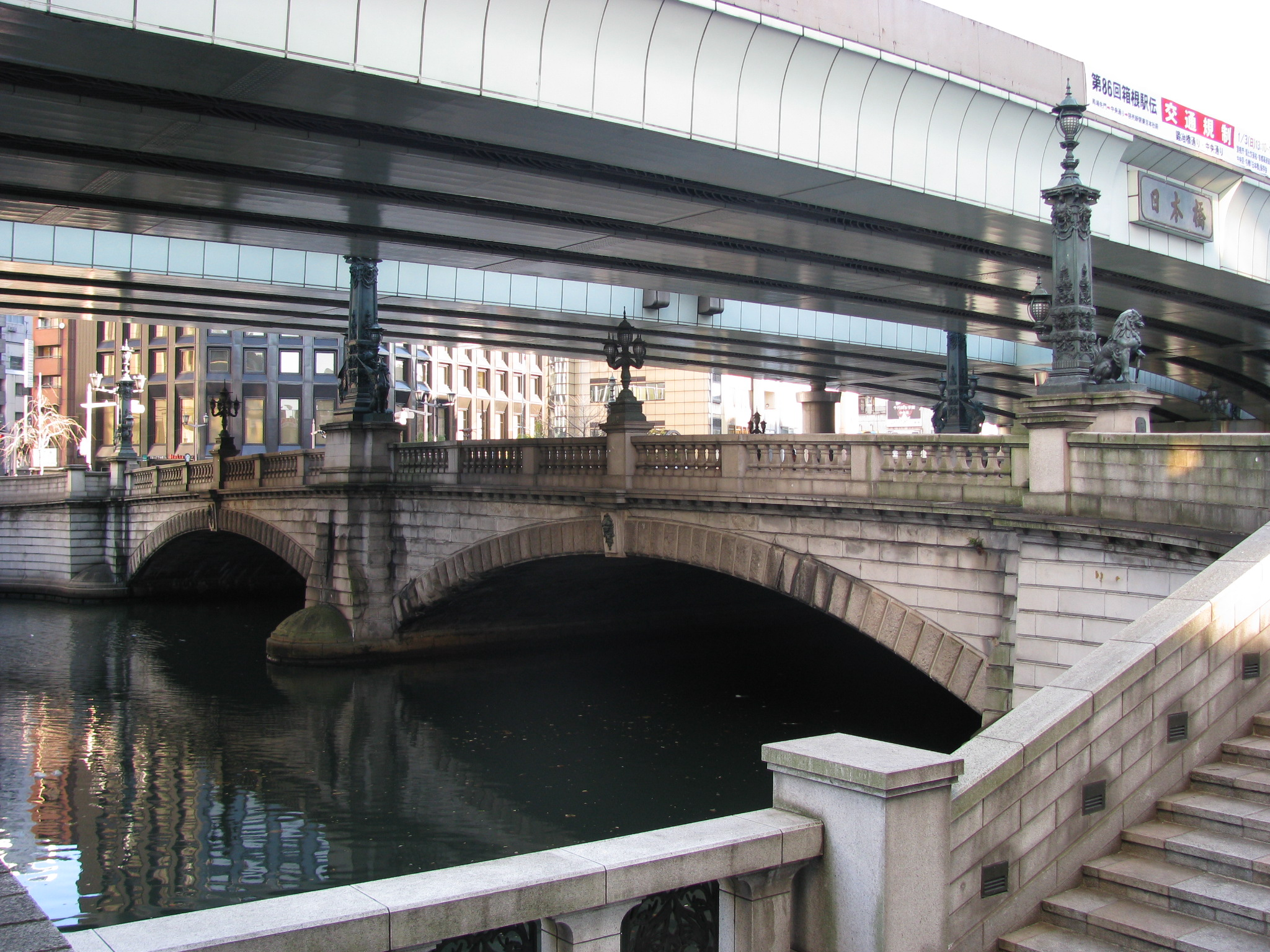
国道4号起点
東京都中央区日本橋

日本国道路元標があることでも知られる東京都中央区の日本橋を起点に、埼玉県や北関東・東北地方を縦貫する栃木県、福島県、宮城県、岩手県の各県庁所在地を経て、本州最北県である青森県で県庁がある青森市長島2丁目の青い森公園前とを結ぶ、延長約839 kmの一般国道で、主な通過地は、埼玉県草加市、春日部市、幸手市、茨城県古河市、栃木県小山市、宇都宮市、さくら市、矢板市、那須塩原市、福島県白河市、須賀川市、郡山市、二本松市、福島市、宮城県白石市、柴田郡大河原町、柴田町、岩沼市、名取市、仙台市、大崎市、栗原市、岩手県一関市、奥州市水沢、北上市、花巻市、盛岡市、二戸市、青森県十和田市、上北郡野辺地町である。2022年（令和3年）3月31日現在、総延長は国道58号、国道45号に次ぐ第3位、実延長が日本一長い国道である。
江戸時代の五街道のひとつである日光街道や奥州街道を踏襲する道筋で、高速道路では東北自動車道、鉄道では東北新幹線や東北本線とおおむね並行する経路をとる。埼玉県越谷市から栃木県宇都宮市にかけて、現道の東側で並行するバイパス道路である新4号国道があり、大規模なバイパス整備が進められている。国道の新道が開通すれば、旧道は国道の指定を外されることが多い日本の国道のなかでも、その旧道が国道指定をいまだ解かれていない珍しい路線でもある。かつ当路線は新道・旧道共に国直轄国道であり、非常に珍しい。

### 路線データ
一般国道の路線を指定する政令に基づく起終点および重要な経過地は次のとおり。
- 起点：東京都中央区（日本橋、国道1号・国道6号・国道14号・国道15号・国道17号・国道20号起点）
- 終点：青森市（長島二丁目10番2・青い森公園前、国道7号・国道45号終点、国道101号起点）
- 重要な経過地：東京都千代田区（岩本町三丁目）、同都台東区（入谷一丁目）、同都荒川区、同都足立区、草加市、越谷市、春日部市、埼玉県北葛飾郡庄和町[注釈 6]、幸手市、同郡栗橋町[注釈 7]、茨城県猿島郡五霞村[注釈 8]、古河市、同郡総和町[注釈 9]、同郡三和町[注釈 9]、小山市、結城市、栃木県下都賀郡石橋町[注釈 10]、同県河内郡上三川町、宇都宮市、同県塩谷郡高根沢町、同郡氏家町[注釈 11]、矢板市、大田原市、同県那須郡西那須野町[注釈 12]、黒磯市[注釈 12]、白河市、須賀川市、郡山市、二本松市、福島市、福島県伊達郡伊達町[注釈 13]、宮城県白石市、柴田郡大河原町、柴田町、岩沼市、名取市、仙台市（宮城野区）、古川市[注釈 14]、同県栗原郡築館町[注釈 15]、一関市[注釈 16]、水沢市[注釈 17]、北上市（有田町）、花巻市（山の神）、盛岡市、岩手県岩手郡滝沢村[注釈 18]、同郡岩手町、二戸市、青森県三戸郡三戸町、同郡名川町[注釈 19]、同郡五戸町、十和田市、同県上北郡七戸町[注釈 20]、同郡野辺地町
- 総延長 : 838.6 km（青森県 116.6 km、岩手県 195.5 km、宮城県 124.4 km、仙台市 22.8 km、福島県 111.0 km、茨城県 29.4 km、栃木県 158.6 km、埼玉県 65.8 km、東京都 14.5 km）[PR 1][注釈 2]
- 重用延長 : なし[PR 1][注釈 2]
- 実延長 : 838.6 km（青森県 116.6 km、岩手県 195.5 km、宮城県 124.4 km、仙台市 22.8 km、福島県 111.0 km、茨城県 29.4 km、栃木県 158.6 km、埼玉県 65.8 km、東京都 14.5 km）[PR 1][注釈 2]
  - 現道 : 742.5 km（青森県 116.6 km、岩手県 188.7 km、宮城県 121.1 km、仙台市 22.8 km、福島県 111.0 km、茨城県 8.1 km、栃木県 118.1 km、埼玉県 41.5 km、東京都 14.5 km）[PR 1][注釈 2]
  - 旧道 : なし[PR 1][注釈 2]
  - 新道 : 96.1 km（青森県 - km、岩手県 6.8 km、宮城県 3.3 km、仙台市 - km、福島県 - km、茨城県 21.3 km、栃木県 40.5 km、埼玉県 24.3 km、東京都 - km）[PR 1][注釈 2]
- 指定区間：東京都中央区日本橋から青森市長島二丁目10番2まで（全線）[PR 3]

## 歴史
国道4号は、日光街道・奥州街道（道中奉行管轄）およびその延長区間の白河から函館間（日光街道を除く3街道は1873年、陸羽街道に改称）を継承している。
一級国道の時代で道路が改良される以前までは、「奥の細道」さながらの悪路が続いていたという。『空旅・船旅・汽車の旅』〈中公文庫〉に収録された作家阿川弘之著「一級国道をゆく」の記事によれば、1958年（昭和33年）に一級国道4号をトヨペット・クラウンで走行して東京 - 花巻間を旅行したときには、舗装された箇所はごくわずかで泥濘んだ悪路が続き、強行軍で丸2日を要したとされている。その後、昭和時代の後半には急激に道路改良がなされて、バイパスも数多く作られていった。

### 年表
- 1885年（明治18年） - 内務省告示第6号「國道表」では、函館までの道がほぼそのまま国道6号「東京より函館港に達する路線」に指定された（当初、氏家 - 白河間は国道293号・国道294号などの旧陸羽街道経由であった）。正確には、松前道は津軽半島の突端の三厩から北海道の渡島半島へ渡っていたが、国道6号は青森から直接航路で函館に達していたという点が異なる。
- 1920年（大正9年）施行の旧道路法に基づく路線認定では、国道4号「東京都より北海道庁所在地に達する路線」（現在の国道4号・国道5号）となった。
- 1952年（昭和27年）12月4日 - 新道路法に基づく路線指定で、旧国道4号のうちの青森市まで（東京都中央区 - 青森県青森市）が一級国道4号となった。
- 1965年（昭和40年）4月1日 - 道路法改正によって一級・二級の区別がなくなり、一般国道4号となった。
- 2011年（平成23年）3月11日 - 東北地方太平洋沖地震（東日本大震災）により、福島市伏拝で土砂崩れおよび道路の崩落が発生し現場付近は7日間の通行止めおよび40日間の片側一車対面通行（現場付近は片側二車線で中央分離帯がある）となったほか、栗原市でも崩落が発生した[PR 4][4][5]。

### 旧国道4号
（※以下は旧国道4号の路線の一部を記載する。）
- 東京都道・埼玉県道49号足立越谷線（東京都足立区 - 埼玉県越谷市） - 草加バイパス開通に伴い、都道・県道に降格。
- 栃木県道265号粟宮喜沢線（栃木県小山市） - 小山バイパス開通に伴い、県道に降格。
- 国道119号（栃木県宇都宮市） - 宇都宮バイパスの開通に伴い、西原から池上町の区間が国道119号に指定替えとなる。
- 栃木県道10号宇都宮那須烏山線（栃木県宇都宮市） - 宇都宮バイパスの開通に伴い、池上町から御幸町の区間が県道に降格。

後に県道10号のルート変更のため、大通り1丁目から宮の橋の区間が栃木県道1号宇都宮笠間線、宮の橋から今泉交番前の区間が栃木県道125号氏家宇都宮線に変更、今泉交番前から今泉新町の区間が宇都宮市道に降格となった。
- 栃木県道125号氏家宇都宮線（栃木県さくら市） - 上阿久津バイパス開通に伴い、上阿久津南から上阿久津の区間がさくら市道に降格。上阿久津から川岸南の区間が県道に降格。
- 栃木県道353号蒲須坂乙畑線（栃木県さくら市 - 矢板市） - 氏家矢板バイパス開通に伴い、県道に降格。
- 栃木県道303号黒磯高久線（栃木県那須塩原市 - 那須郡那須町） - 黒磯バイパス開通に伴い、県道に降格。
- 福島県道17号郡山停車場線（福島県須賀川市 - 郡山市） - あさか野バイパス開通に伴い、十貫内交差点から郡山駅入口交差点の区間が2016年4月1日より県道に降格[PR 5]。
- 福島県道57号郡山大越線（福島県郡山市） - あさか野バイパス開通に伴い、郡山駅入口交差点から若葉町交差点の区間が2016年4月1日より県道に降格[PR 5]。
- 福島県道296号荒井郡山線（福島県郡山市） - あさか野バイパス開通に伴い、若葉町交差点から三春街道入口交差点の区間が2016年4月1日より県道に降格[PR 5]。
- 国道288号（福島県郡山市） - あさか野バイパス開通に伴い、三春街道入口交差点から日和田町までの区間が2016年4月1日より路線変更[PR 5]。
- 福島県道114号福島安達線・福島市道47号南町浅川線（福島県二本松市油井 - 福島市南町） - 福島南バイパス開通に伴い、県道・市道に降格。
- 福島県道148号水原福島線（福島県福島市） - 福島南バイパス開通に伴い、国道115号となった後、国道115号福島西バイパスの開通により県道・市道に降格。
- 国道13号平和通り（福島県福島市） - 福島南バイパス全線開通に伴い、国道4号から13号に指定替えされた。
- 宮城県道110号大河原高倉線・宮城県道216号大河原停車場線（宮城県柴田郡大河原町） - 大河原バイパス開通に伴い、県道へ降格。
- 宮城県道50号白石柴田線（宮城県白石市 - 柴田郡柴田町）- 白石バイパス・大河原バイパス・柴田バイパス開通に伴い、県道へ降格。
- 宮城県道117号槻木停車場線（宮城県柴田郡柴田町） - 柴田バイパス開通に伴い、県道へ降格。
- 宮城県道124号岩沼停車場線（宮城県岩沼市） - 岩沼バイパス開通に伴い、県道へ降格。
- 宮城県道273号仙台名取線（宮城県名取市 - 仙台市太白区） - 仙台市青葉区勾当台公園前以北が国道4号指定を外れた（後述）後も、長らく名取市の仙台バイパス分岐点から青葉区の国道45号、国道48号交点（勾当台公園前）にかけては国道4号指定を外れず盲腸線となっていた。その後、2015年4月1日より名取市の仙台バイパス分岐点から仙台市太白区の八本松一丁目交差点にかけてが県道に降格された。2015年3月までは八本松一丁目から勾当台公園前までの部分が国道4号に指定されており、国道4号としては飛び地のようになっていた[PR 6]。
- 仙台市道太白2309号、若林1157号など（宮城県仙台市太白区 - 若林区） - あすと長町の街開きに伴い、長町から愛宕大橋北詰までの区間において、従来の国道が市道に降格し、あすと長町大通り線および広瀬河畔通りが国道4号に昇格した（接続する国道286号の起点も長町一丁目から根岸町に変更）[PR 7]。なお、あすと長町大通り線部分は現在県道273号へ降格されている。
- 国道286号（宮城県仙台市太白区 - 青葉区） - 2016年4月1日より根岸町 - 勾当台公園前まで（広瀬河畔通り・愛宕上杉通り・東二番丁通り）の区間が国道286号となる[PR 8]。
- 宮城県道22号仙台泉線（宮城県仙台市青葉区 - 泉区） - 仙台バイパス開通に伴い、国道48号現道との交点である青葉区二日町以北の区間が県道へ降格。勾当台公園前から二日町にかけては国道48号現道の単独区間へ移管。
- 宮城県道152号涌谷三本木線（宮城県大崎市） - 三本木バイパス開通に伴い、県道へ降格。旧道の西半分は大崎市道と宮城県道157号小野田三本木線へそれぞれ移管。
- 宮城県道1号古川佐沼線（宮城県大崎市） - 古川バイパス・高清水バイパス開通に伴い、県道へ降格。大崎市内の旧道南半分は大崎市道と宮城県道32号古川松山線へ、栗原市内の旧道北半分は栗原市道へそれぞれ移管。
- 宮城県道203号有壁停車場線（宮城県栗原市） - 有壁バイパス開通に伴い、県道へ降格。旧道の南半分は栗原市道へ移管。
- 岩手県道260号一関平泉線（岩手県一関市 - 西磐井郡平泉町） - 一関バイパス開通に伴い、県道へ降格。
- 岩手県道300号三日町瀬原線（岩手県西磐井郡平泉町） - 平泉バイパス開通に伴い、県道へ降格。平泉町平泉字瀬原T字路 - 平泉BP北口十字路間は「岩手県道37号花巻平泉線（宮城県道・岩手県道49号栗駒平泉線重複）」へ移管。
- 岩手県道243号新城馬口沢線（岩手県奥州市） - 前沢バイパス開通に伴い、県道へ降格。
- 岩手県道226号佐倉河真城線（岩手県奥州市） - 水沢バイパス開通に伴い、県道へ降格。
- 岩手県道270号西根佐倉河線（岩手県奥州市 - 胆沢郡金ケ崎町） - 金ケ崎バイパス開通に伴い、県道へ降格。
- 岩手県道254号相去飯豊線（岩手県北上市） - 北上バイパス開通に伴い、県道へ降格。
- 岩手県道298号山の神西宮野目線（岩手県花巻市） - 花巻東バイパス開通に伴い、県道へ降格。花巻市西宮野目字石持T字路 - 花巻東BP北口十字路間は「岩手県道286号東和花巻温泉線」単独区間へ移管。
- 岩手県道265号中寺林犬淵線（岩手県花巻市 - 紫波郡紫波町） - 石鳥谷バイパス開通に伴い、県道へ降格。
- 岩手県道25号紫波江繋線（岩手県紫波郡紫波町） - 日詰バイパス開通に伴い、県道へ降格。旧道の南北両端部は紫波町道へ移管。
- 岩手県道220号氏子橋夕顔瀬線（岩手県盛岡市） - 盛岡バイパス開通に伴い、県道へ降格。夕顔瀬橋以東は岩手県道・秋田県道1号盛岡横手線、盛岡市道（材木町）、国道106号、岩手県道120号不動盛岡線、岩手県道16号盛岡環状線へそれぞれ移管。
- 国道282号（岩手県滝沢市、岩手県道16号盛岡環状線重複） - 分レバイパス開通に伴い「分かれ南十字路」と「分かれ十字路」の間が国道282号単独区間へ変更（同時に岩手県道16号盛岡環状線もルート変更され一部国道282号と重複、旧道は滝沢市道へ降格）。分かれ十字路以北は沿道商業施設への取付道路部分のみ滝沢市道へ移管され、滝沢IC手前以北は廃道。
- 岩手県道157号岩手川口停車場線（岩手県岩手郡岩手町） - 岩手川口バイパス開通に伴い、県道へ降格。旧道の北半分は岩手県道158号藪川川口線と岩手町道へ移管。
- 岩手県道17号岩手平舘線（岩手県岩手郡岩手町） - 沼宮内バイパス開通に伴い一度国道281号単独区間へ変更。その後国道281号は「城山トンネル」開通に伴い国道4号沼宮内バイパスと重複するルートに変更されたため、県道（旧道の両端部分は岩手町道）へ降格。
- 岩手県道101号小鳥谷停車場線（岩手県二戸郡一戸町） - 小鳥谷バイパス開通に伴い、県道へ降格。旧道の北半分は一戸町道へ移管。
- 岩手県道274号二戸一戸線（岩手県二戸郡一戸町 - 二戸市） - 一戸バイパスと二戸バイパスの開通に伴い、県道へ降格。
- 青森県道258号三戸南部線（青森県三戸郡三戸町 - 南部町） - 三戸バイパス開通に伴い、県道へ降格。
- 青森県道243号馬門野辺地線（青森県上北郡野辺地町） - 野辺地バイパス開通に伴い、県道へ降格。旧道の東半分は国道279号へ移管。
- 青森県道259号久栗坂造道線（青森県青森市） - 青森東バイパス開通に伴い、県道へ降格。

### 旧陸羽街道（旧奥州街道）
- 栃木県道125号氏家宇都宮線（栃木県さくら市 - 宇都宮市）
- 国道461号（栃木県矢板市 - 那須烏山市）
- 栃木県道・福島県道76号伊王野白河線（栃木県那須烏山市 - 福島県白河市） - 沿線に旧白河の関跡がある。
- 福島県道355号須賀川二本松線（福島県須賀川市 - 二本松市） - 区間のうち、二本松市内の一部および、須賀川市内の大部分は旧国道4号、それ以外は、旧陸羽道。郡山市内に一方通行区間あり。
- 福島県道353号国見福島線（福島県伊達郡桑折町 - 福島市）
- 岩手県道110号平泉停車場中尊寺線（岩手県西磐井郡平泉町）
- 岩手県道16号盛岡環状線 - 盛岡市仙北地区（岩手県道120号不動盛岡線と重複する盛岡BP南口十字路 - 明治橋南十字路間）と滝沢市巣子地区（国道282号と重複する分かれ南十字路 - 分かれ十字路間）は旧国道4号。盛岡市川又地区（岩姫橋東T字路 - 松園北口T字路間）は旧陸羽街道。
- 盛岡市道上田深沢線[注釈 22]・盛岡市道黒石野門前寺線（岩手県盛岡市） - 沿線に「上田」「小野松」「笹平」各一里塚跡がある。上田一里塚跡は松並木が保存されているが、小野松・笹平両一里塚跡は道路改良と四十四田ダムへの水没により現存しない。
- 岩手県道169号渋民川又線（岩手県盛岡市） - 盛岡市門前寺・渋民地区は旧陸羽街道。
- 青森県道233号浅水南部線（青森県三戸郡五戸町 - 南部町）

## 路線状況
都内の区間は、都内で震度6弱以上を観測する地震が発生した場合の緊急自動車専用路および緊急交通路に指定されている。

### 通称
- 奥州街道
- 陸羽街道
- 日光街道（栃木県宇都宮市以南。都内は台東区の大関横丁交差点から足立区の西保木間交差点[PR 10][PR 11]）
- 中央通り（東京都中央区 日本橋 - 室町3丁目交差点）[PR 10][PR 11]
- 江戸通り（東京都中央区 室町3丁目交差点 - 本町3丁目交差点）[PR 10][PR 11]
- 昭和通り（東京都中央区 本町3丁目交差点 - 台東区 大関横丁交差点）[PR 10][PR 11]
- 東京街道（栃木県宇都宮市 西原交差点以南）

### 改築事業
- 草加バイパス（東京都・埼玉県、現道）

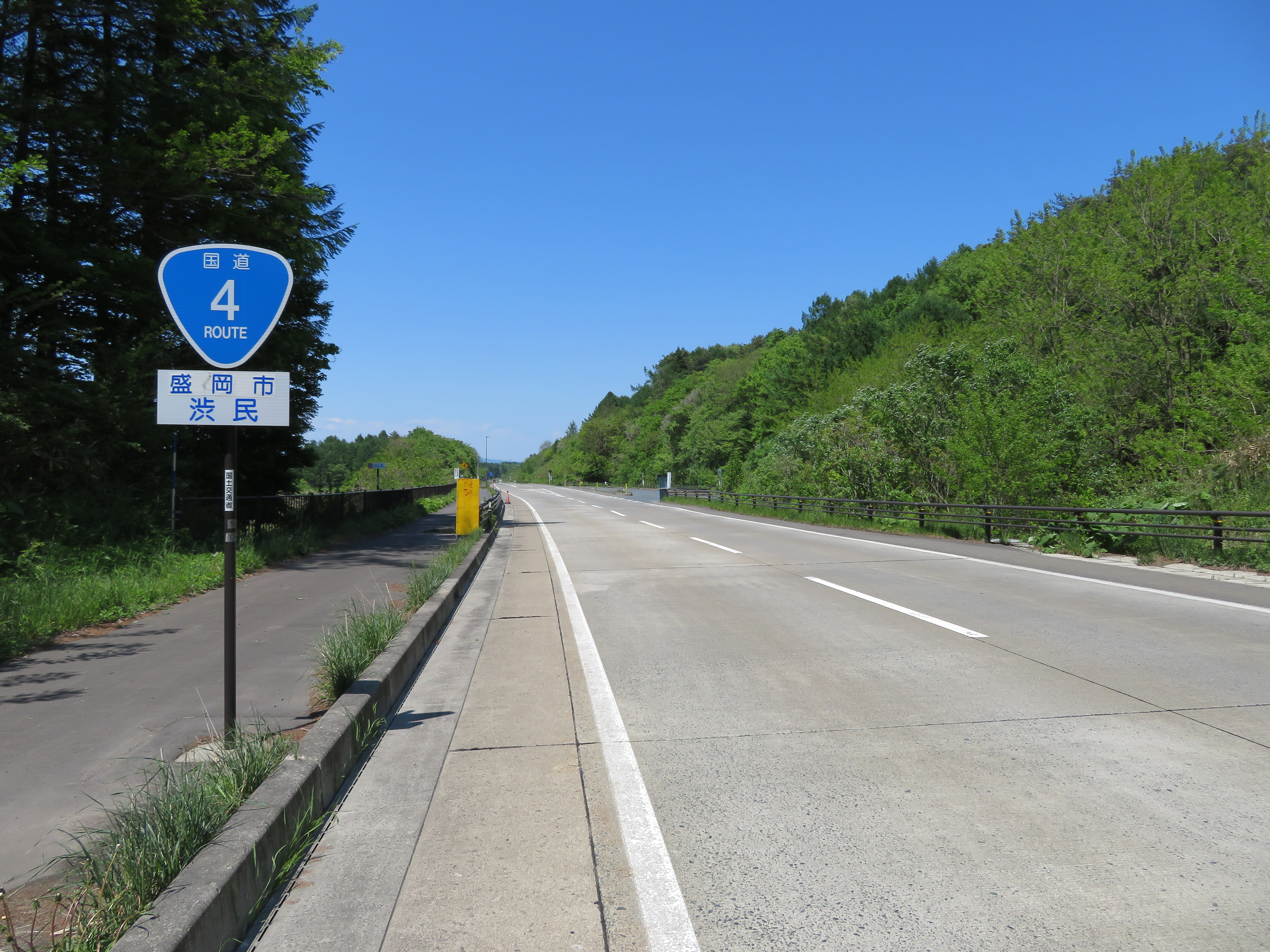
渋民バイパス
岩手県盛岡市渋民付近

- 東埼玉道路（埼玉県、地域高規格道路、新道）
- 新4号国道（埼玉県・茨城県・栃木県、新道）
  - 越谷春日部バイパス（埼玉県）
  - 春日部古河バイパス（埼玉県・茨城県、地域高規格道路）
  - 古河小山バイパス（茨城県・栃木県、地域高規格道路）
  - 小山石橋バイパス（栃木県、地域高規格道路）
  - 石橋宇都宮バイパス（栃木県、地域高規格道路）
- 春日部バイパス（埼玉県、現道）
- 杉戸バイパス（埼玉県、現道）
- 幸手バイパス（埼玉県、現道）
- 古河バイパス（茨城県・栃木県、現道）
- 小山バイパス（栃木県、現道）
- 宇都宮バイパス（栃木県、現道）
- 氏家矢板バイパス（栃木県、現道）
- 矢板大田原バイパス（栃木県、一部新道）
- 西那須野バイパス（栃木県、現道）
- 西那須野道路（栃木県、一部新道）
- 黒磯バイパス（栃木県、現道）

- 須賀川バイパス（福島県、現道）
- 郡山バイパス（あさか野バイパス、福島県、地域高規格道路、現道）
- 本宮拡幅（福島県、現道）
- 二本松バイパス（福島県、現道）
- 福島南バイパス（福島県、現道）
- 北町バイパス（福島県、現道）
- 白石バイパス（宮城県、現道）
- 金ヶ瀬拡幅（宮城県、現道）
- 大河原バイパス（宮城県、現道）
- 柴田バイパス（宮城県、現道）
- 岩沼バイパス（宮城県、現道）
- 仙台バイパス（宮城県、現道）[注釈 23]
- 富谷バイパス（宮城県、現道）
- 三本木バイパス（宮城県、現道）
- 古川バイパス（宮城県、現道）
- 高清水バイパス（宮城県、現道）
- 築館バイパス（宮城県、新道）
- 金成バイパス（宮城県、現道）
- 有壁バイパス（宮城県、現道）

- 一関バイパス（岩手県、現道）
- 平泉バイパス（岩手県、現道）
- 前沢バイパス（岩手県、現道）
- 水沢バイパス（岩手県、現道）
- 水沢東バイパス（岩手県、新道）
- 金ケ崎バイパス（岩手県、現道）
- 北上バイパス（岩手県、現道）
- 北上花巻道路（岩手県、現道）
- 花巻東バイパス（岩手県、現道）
- 石鳥谷バイパス（岩手県、現道）
- 日詰バイパス（岩手県、現道）
- 盛岡南道路（岩手県、新道）
- 盛岡バイパス（岩手県、現道）
- 分レバイパス（岩手県、現道）
- 渋民バイパス（岩手県、現道）
- 岩手川口バイパス（岩手県、現道）
- 沼宮内バイパス（岩手県、現道）
- 小鳥谷バイパス（岩手県、現道）
- 一戸バイパス（岩手県、現道）

- 二戸バイパス（岩手県、現道）
- 金田一バイパス（岩手県、現道）
- 青岩バイパス（岩手県・青森県、現道）
- 三戸バイパス（青森県、現道）
- 五戸バイパス（青森県、現道）
- 十和田バイパス（青森県、現道）
- 七戸バイパス（青森県、現道）
- 下北半島縦貫道路（青森県、地域高規格道路）
  - 野辺地七戸道路（青森県、新道）
- 野辺地バイパス（青森県、現道）
- 土屋バイパス（青森県、現道）
- 浅虫バイパス（青森県、現道）
- 青森東バイパス（青森県、現道）

### 重複区間
- 東京都
  - 国道17号（中央区・日本橋（起点） - 中央区日本橋室町・室町3丁目交差点）
  - 国道6号・国道14号（中央区・日本橋（起点） - 中央区日本橋本町・本町3丁目交差点）
- 埼玉県
  - 国道125号（久喜市・栗橋交差点 - 茨城県古河市・三杉町交差点）
- 栃木県
  - 国道293号（さくら市氏家・川岸交差点 - さくら市馬場・馬場南交差点）
  - 国道461号（矢板市・中交差点 - 大田原市薄葉）
- 福島県
  - 国道294号（白河市薄葉・薄葉交差点 - 白河市女石・女石交差点）
  - 国道459号（二本松市羽石・羽石IC - 二本松市冠木・冠木ミニIC）
  - 国道115号（福島市鳥谷野・鳥谷野交差点 - 福島市五十辺・岩谷下交差点）
- 宮城県
  - 国道6号（岩沼市・藤浪交差点 - 仙台市宮城野区・苦竹IC）
  - 国道47号（仙台市宮城野区・苦竹IC - 大崎市・上古川交差点）
- 岩手県
  - 国道342号（一関市山目十二神・十二神交差点 - 一関市山目大槻）
  - 国道282号（盛岡市・NHK前交差点 - 滝沢市・分れ南交差点）
  - 国道281号（盛岡市・NHK前交差点 - 岩手郡岩手町・沼宮内北口交差点）
- 青森県
  - 国道104号（三戸郡三戸町川守田 - 三戸郡南部町・剣吉交差点）
  - 国道454号（三戸郡五戸町扇田 - 三戸郡五戸町中ノ沢）
  - 国道45号（十和田市三本木 - 青森市・青い森公園前（終点））
  - 国道394号（上北郡七戸町影津内 - 上北郡七戸町上町野）

### 道路施設

#### 橋梁
- 日本橋（東京都、日本橋川）
- 和泉橋（東京都、神田川）
- 千住大橋（東京都、隅田川）
- 千住新橋（東京都、荒川）
- 利根川橋（埼玉県 - 茨城県、利根川）
- 新利根川橋（茨城県、利根川、春日部古河バイパス）
- 鬼怒川橋（栃木県、鬼怒川、北宇都宮拡幅）
- 新荒川橋（栃木県、荒川、氏家矢板バイパス）
- 野崎橋（栃木県、箒川）
- 那須野橋（栃木県、蛇尾川）
- 新晩翠橋（栃木県、那珂川、黒磯バイパス）
- 栃福橋（栃木県 - 福島県、黒川）
- 白河橋（福島県、阿武隈川、白河拡幅）
- 日本橋（福島県、五百川、郡山バイパス）
- 二本松高架橋（福島県、二本松バイパス）
- 油井高架橋（福島県、福島南バイパス）
- 弁天橋（福島県、阿武隈川、福島南バイパス）
- 大仏橋（福島県、阿武隈川、福島南バイパス）
- 松川橋（福島県、松川）
- 瀬上橋（福島県、摺上川）
- 新白石大橋（宮城県、白石川、白石バイパス）
- 蔵王大橋（宮城県、松川、蔵王拡幅 ）
- 新韮神橋（宮城県、荒川、柴田バイパス）
- 槻木高架橋（宮城県、柴田バイパス）
- 新増田川橋（宮城県、増田川、仙台バイパス）
- 名取大橋（宮城県、名取川、仙台バイパス）
- 千代大橋（宮城県、広瀬川、仙台バイパス）
- 泉大橋（宮城県、七北田川、仙台バイパス）
- 富谷大橋（宮城県、竹林川、富谷バイパス）
- 高田橋（宮城県、吉田川）
- 三本木大橋（宮城県、鳴瀬川、三本木バイパス）
- 多田川橋（宮城県、多田川）
- 新江合橋（宮城県、江合川、古川バイパス）
- 荒瀬橋（宮城県、二迫川）
- 達田橋（宮城県、三迫川）
- 一関大橋（岩手県、磐井川、一関バイパス）
- 新衣川橋（岩手県、衣川、平泉バイパス）
- 金ヶ崎大橋（岩手県、胆沢川、金ケ崎バイパス）
- 和賀大橋（岩手県、和賀川、北上バイパス）
- 銀河南大橋（岩手県、北上川、花巻東バイパス）
- 銀河大橋（岩手県、北上川、花巻東バイパス）
- 南大橋（岩手県、北上川、盛岡バイパス）
- 茨島跨線橋（岩手県）
- 馬仙大橋（岩手県、馬淵川、二戸バイパス）
- 金田一大橋（岩手県、馬淵川、金田一バイパス）
- 下山井大橋（岩手県、馬淵川、金田一バイパス）
- 姉滝大橋（岩手県、馬淵川、金田一バイパス）
- 青岩大橋（岩手県 - 青森県、馬淵川、青岩バイパス）
- 馬淵橋（青森県、馬淵川、三戸バイパス）
- 南部大橋（青森県、馬淵川、三戸バイパス）
- 相坂大橋（青森県、奥入瀬川、十和田バイパス）
- ほたて大橋（青森県、土屋バイパス）

#### トンネル
日本一長い国道であるが、トンネルは4か所しかない。国道4号は、各県の県庁所在地など都市部を多くを通り、平地が多く山岳地をあまり通らないことから、起点・日本橋から約590 km離れた岩手県二戸郡一戸町に位置する小繋トンネルが最初のトンネルとなる。
- 岩手県
  - 小繋トンネル（二戸郡一戸町）
  - 笹目子トンネル（二戸郡一戸町）
- 青森県
  - うとうトンネル（青森市）
  - 久栗坂トンネル（青森市）

#### 道の駅
- 埼玉県
  - 庄和（春日部市）
- 茨城県
  - ごか（猿島郡五霞町）
  - まくらがの里こが（古河市）
- 栃木県
  - しもつけ（下野市）
- 福島県
  - 安達（二本松市）
  - 国見 あつかしの郷（伊達郡国見町）
- 宮城県
  - 三本木（大崎市）
- 岩手県
  - 平泉（西磐井郡平泉町）
  - 石鳥谷（花巻市）
  - もりおか渋民（盛岡市）
  - 石神の丘（岩手郡岩手町）
- 青森県
  - さんのへ（三戸郡三戸町）
  - 十和田（十和田市）
  - しちのへ（上北郡七戸町）
  - 浅虫温泉（青森市）

## 地理
国道4号は、国道1号と並び日本一多くの都道府県をつなぐ国道の一つで、東京都 - 埼玉県 - 茨城県 - 栃木県 - 福島県 - 宮城県 - 岩手県 - 青森県の8都県を通過する。新4号国道が茨城県から栃木県に入った後、もう一度茨城県の結城市をかすめて再び栃木県に入るため、県境を越える数は国道1号よりも多い。
東北自動車道とは滝沢市までの区間にわたってほぼ並走する。また鉄道路線ではほぼ全区間にわたり東北新幹線・東北本線・いわて銀河鉄道線・青い森鉄道線と並走する（なお東京都内の日本橋駅から三越前駅過ぎにかけては東京メトロ銀座線、秋葉原駅から北千住駅付近にかけては東京メトロ日比谷線、東京都足立区から埼玉県久喜市にかけては東武伊勢崎線および東武日光線、青森県上北郡七戸町から野辺地町にかけては旧南部縦貫鉄道線廃線跡と各々並走する。

### 通過する自治体
- 東京都
  - 中央区 - 千代田区 - 台東区 - 荒川区 - 足立区
- 埼玉県
  - 草加市 - 越谷市 - 春日部市 - 北葛飾郡杉戸町 - 幸手市 - 久喜市
- 茨城県
  - 古河市
- 栃木県
  - 下都賀郡野木町 - 小山市 - 下野市 - 河内郡上三川町 - 下野市 - 宇都宮市 - 塩谷郡高根沢町 - さくら市 - 矢板市 - 大田原市 - 那須塩原市 - 那須郡那須町
- 福島県
  - 西白河郡西郷村 - 白河市 - 西白河郡泉崎村 - 西白河郡矢吹町 - 岩瀬郡鏡石町 - 須賀川市 - 郡山市 - 本宮市 - 安達郡大玉村 - 二本松市 - 福島市 - 伊達市 - 伊達郡桑折町 - 伊達郡国見町
- 宮城県
  - 白石市 - 刈田郡蔵王町 - 柴田郡大河原町 - 柴田郡村田町 - 柴田郡柴田町 - 岩沼市 - 名取市 - 仙台市（太白区 - 若林区 - 宮城野区 - 泉区） - 富谷市 - 黒川郡大和町 - 黒川郡大衡村 - 大崎市 - 栗原市
- 岩手県
  - 一関市 - 西磐井郡平泉町 - 奥州市 - 胆沢郡金ケ崎町 - 北上市 - 花巻市 - 紫波郡紫波町 - 紫波郡矢巾町 - 盛岡市 - 滝沢市 - 盛岡市 - 岩手郡岩手町 - 二戸郡一戸町 - 二戸市
- 青森県
  - 三戸郡三戸町 - 三戸郡南部町 - 三戸郡五戸町 - 十和田市 - 上北郡六戸町 - 十和田市 - 上北郡七戸町 - 上北郡東北町 - 上北郡野辺地町 - 東津軽郡平内町 - 青森市

※バイパスのうち越谷市 - 宇都宮市間の新4号国道および埼玉県内の東埼玉道路を除く。それぞれの通過市町村については各記事を参照。また、仙台市太白区 - 青葉区間の、仙台バイパスではない国道4号（旧道）も同様に当項目から除く。

### 交差する道路
（※バイパスのうち越谷市 - 宇都宮市間の新4号国道、埼玉県内の東埼玉道路を除く。それぞれの接続路線については各記事を参照。）
関東地方整備局管内
- 東京都
  - 国道1号・国道15号・国道20号（中央区・日本橋起点）
  - 国道17号（中央区・日本橋起点 -（重複）- 室町3丁目交差点）[注釈 26]
  - 国道6号・国道14号（中央区・日本橋起点 -（重複）- 本町3丁目交差点））[注釈 27]
  - 東京都道316号日本橋芝浦大森線（中央区・本町3丁目交差点）
  - 首都高速1号上野線・本町出入口（千代田区）
  - 東京都道302号新宿両国線（千代田区・岩本町交差点）
  - 東京都道315号御徒町小岩線（台東区・台東1丁目交差点）
  - 東京都道453号本郷亀戸線（台東区・台東4丁目交差点）
  - 首都高速道路1号上野線上野出入口・入谷出入口（台東区）
  - 東京都道437号秋葉原雑司ヶ谷線・東京都道463号上野月島線（台東区・上野駅交差点）
  - 東京都道452号神田白山線（台東区・北上野交差点）
  - 東京都道319号環状三号線（台東区・入谷交差点）
  - 東京都道462号蔵前三ノ輪線（台東区・三ノ輪交差点）
  - 東京都道306号王子千住夢の島線（台東区・大関横丁交差点）
  - 東京都道464号言問橋南千住線（荒川区・南千住交差点）
  - 東京都道461号吾妻橋伊興町線（足立区・千住宮元町交差点）
  - 東京都道449号新荒川堤防線（足立区）
  - 首都高速中央環状線・千住新橋出入口（足立区）
  - 東京都道450号新荒川葛西堤防線・東京都道308号千住小松川葛西沖線（足立区）
  - 東京都道467号千住新宿町線（足立区・梅田交差点）
  - 東京都道318号環状七号線（足立区・梅島陸橋交差点）
  - 東京都道49号足立越谷線（足立区・西保木間交差点）
- 埼玉県
  - 埼玉県道104号川口草加線（草加市・谷塚仲町交差点）
  - 埼玉県道34号さいたま草加線（草加市・花栗中交差点）
  - C3 東京外環自動車道・国道298号（草加市・新善町交差点）: 国道298号を介して草加IC接続。
  - 埼玉県道328号金明町鳩ヶ谷線（草加市・清門町南交差点）
  - 埼玉県道324号蒲生岩槻線（越谷市・大間野交差点）
  - 埼玉県道161号越谷川口線（越谷市・七左町交差点）
  - 国道463号、埼玉県道405号北越谷停車場線（越谷市・神明町交差点）
  - 国道463号越谷浦和バイパス（越谷市・神明町北交差点）
  - 埼玉県道49号足立越谷線・新4号国道（越谷市・下間久里交差点）本線はバイパスへ。本項目では現道を表記。
  - 埼玉県道80号野田岩槻線（春日部市・武里駅入口交差点）
  - 埼玉県道2号さいたま春日部線・埼玉県道10号春日部松伏線（春日部市・一宮交差点）
  - 埼玉県道320号西宝珠花春日部線
  - 埼玉県道2号さいたま春日部線（春日部市・八丁目（中）交差点）
  - 埼玉県道319号惣新田春日部線（春日部市・小渕南交差点）
  - 国道16号（春日部市・小渕交差点）
  - 埼玉県道373号堤根杉戸線（杉戸町）
  - 埼玉県道183号次木杉戸線・埼玉県道154号蓮田杉戸線（杉戸町・清地3丁目交差点）
  - 埼玉県道26号境杉戸線・埼玉県道408号東武動物公園停車場線（杉戸町・境県道入口交差点）
  - 埼玉県道318号並塚幸手線（幸手市・南1丁目交差点）
  - 埼玉県道383号惣新田幸手線・埼玉県道414号幸手停車場線（幸手市・中3丁目交差点）
  - 埼玉県道152号加須幸手線（幸手市・市役所入口交差点）
  - 埼玉県道267号幸手境線（幸手市・北2丁目交差点）
  - 埼玉県道65号さいたま幸手線（幸手市・内国府間交差点）
  - 埼玉県道152号加須幸手線・埼玉県道371号下吉羽幸手線（幸手市・権現堂桜堤交差点）
  - 埼玉県道268号西関宿栗橋線（幸手市・小右衛門北交差点）
  - 国道125号（久喜市・栗橋交差点 -（重複）- 古河市・三杉町交差点）
- 茨城県
  - 茨城県道228号原中田線・茨城県道56号つくば古河線（古河市・中田町交差点）
  - 国道354号（古河市・大堤交差点）
  - 茨城県道250号古河総和線（古河市・下山町南交差点）
  - 茨城県道294号東野田古河線・国道125号（古河市・三杉町交差点）
- 栃木県
  - 栃木県道261号野木古河線（野木町・野木交差点）
  - 栃木県道174号南小林松原線（野木町・友沼交差点）
  - 栃木県道314号佐川野友沼線（野木町・役場入口交差点）
  - 栃木県道50号藤岡乙女線（小山市・乙女交差点）
  - 栃木県道190号境間々田線（小山市）
  - 栃木県道160号和泉間々田線（小山市・間々田交差点）
  - 栃木県道54号明野間々田線（小山市・間々田4丁目交差点）
  - 栃木県道33号小山環状線（小山市・粟宮南交差点）
  - 栃木県道265号粟宮喜沢線（小山市・粟宮交差点）
  - 国道50号（小山市・神鳥谷交差点）
  - 栃木県道31号栃木小山線・栃木県道263号小山停車場線（小山市・交差点名無し）
  - 栃木県道18号小山壬生線・栃木県道265号粟宮喜沢線（小山市・喜沢交差点）
  - 栃木県道33号小山環状線（小山市・羽川交差点）
  - 栃木県道44号栃木二宮線（下野市・川中子交差点 - 小金井北交差点重複）
  - 栃木県道310号下野二宮線（下野市・笹原交差点）
  - 栃木県道183号下野壬生線（下野市・笹原北交差点）
  - 国道352号（下野市・下石橋北交差点）
  - 栃木県道146号結城石橋線（下野市・本町交差点）
  - 栃木県道71号羽生田上蒲生線（下野市・下古山交差点）
  - 栃木県道193号雀宮真岡線（宇都宮市・末広交差点）
  - 栃木県道184号安塚雀宮線（宇都宮市・安塚街道入口交差点）
  - 国道121号（宇都宮市・宮の内2丁目交差点）
  - 国道119号（宇都宮市・西原交差点）
  - 栃木県道35号宇都宮結城線（宇都宮市・簗瀬交差点）
  - 栃木県道46号宇都宮真岡線（宇都宮市・簗瀬3丁目交差点）
  - 栃木県道1号宇都宮笠間線・国道123号（宇都宮市・平松町交差点）
  - 栃木県道64号宇都宮向田線（宇都宮市・峰町交差点）
  - 栃木県道10号宇都宮那須烏山線（宇都宮市東町 - 高根沢町・宝積寺交差点重複）
  - 国道119号（宇都宮環状道路）・新4号国道（宇都宮市・平出工業団地交差点）
  - 栃木県道73号上横倉下岡本線・栃木県道158号下岡本上三川線（宇都宮市・下岡本交差点）
  - 国道408号（塩谷郡高根沢町・宝積寺交差点）
  - 栃木県道125号氏家宇都宮線（さくら市・川岸南交差点）
  - 国道293号（さくら市・川岸交差点 -（重複）- 馬場南交差点）
  - 栃木県道62号今市氏家線（さくら市・さくら警察署前交差点）
  - 栃木県道181号北高根沢氏家線（さくら市・馬場北交差点）
  - 栃木県道353号蒲須坂乙畑線（さくら市・蒲須坂南交差点）
  - 栃木県道180号蒲須坂喜連川線（さくら市・新荒川橋南交差点）
  - 栃木県道30号矢板那須線（矢板市・東乙畑交差点）
  - 栃木県道351号蒲須坂乙畑線（さくら市・白栗交差点）
  - 栃木県道74号塩谷喜連川線（矢板市・片岡交差点）
  - 栃木県道161号下河戸片岡線（矢板市片岡・片岡北交差点 - （重複） - 大谷津歩道橋交差点）
  - E4 東北自動車道 矢板IC（矢板市）
  - 栃木県道25号那須烏山矢板線（矢板市・泉町交差点）
  - 国道461号（矢板市・中交差点 -（重複）- 大田原市薄葉）
  - 栃木県道52号矢板那珂川線（矢板市・中北交差点）
  - 栃木県道271号大田原矢板線（矢板市・土屋交差点）
  - 国道400号大田原西那須野バイパス・栃木県道306号西那須野下石上線（那須塩原市・西三島交差点）
  - 国道400号（那須塩原市・三島交差点 -（重複）- 三島北交差点）
  - 栃木県道259号折戸西那須野線（那須塩原市・西富山交差点）
  - 栃木県道53号大田原高林線（那須塩原市・大原間南交差点）
  - 栃木県道182号東小屋黒羽線（那須塩原市・東小屋交差点）
  - 栃木県道303号黒磯高久線（那須塩原市・大塚新田交差点）
  - 栃木県道34号黒磯黒羽線（那須塩原市・鍋掛豊浦交差点）
  - 栃木県道179号稲沢黒羽線（那須町）
  - 栃木県道211号豊原高久線・栃木県道17号那須高原線（那須町・瀬縫交差点）
  - 栃木県道303号黒磯高久線（那須町・弓落交差点）
  - 栃木県道21号湯本漆塚線（那須町・漆塚交差点）
  - 栃木県道28号大子那須線（那須町・小島交差点）
  - 栃木県道349号那須高原スマートインター線（那須町・迯室交差点）
  - 栃木県道305号豊原大島線（那須町・朝日小入口交差点）
  - 栃木県道105号豊原停車場線（那須町）

東北地方整備局管内
- 福島県
  - 栃木県道・福島県道68号那須西郷線（西郷村・稗返交差点）
  - 福島県道184号白坂停車場小田倉線・福島県道281号増見小田倉線（西郷村・大清水交差点）
  - E4 東北自動車道 白河IC（西郷村）
  - 国道289号（白河市・和尚壇交差点）
  - 福島県道37号白河羽鳥線（白河市・米村道北交差点）
  - 国道294号（白河市・薄葉交差点 -（重複）- 女石交差点）
  - 福島県道185号久田野停車場線（白河市）
  - 福島県道75号塙泉崎線（泉崎村・泉崎交差点）
  - E4 東北自動車道・E80 あぶくま高原道路 矢吹IC（矢吹町）
  - 福島県道283号須賀川矢吹線（矢吹町）
  - 福島県道44号棚倉矢吹線・福島県道58号矢吹天栄線（矢吹町・矢吹中町交差点）
  - 福島県道186号矢吹停車場線（矢吹町・駅入口交差点）
  - 福島県道55号郡山矢吹線（矢吹町・柿ノ内交差点）
  - 福島県道288号玉川鏡石線（鏡石町）
  - 福島県道289号下松本鏡石停車場線（鏡石町・不時沼交差点）
  - 国道118号（須賀川市・一里坦交差点）
  - 福島県道63号古殿須賀川線（須賀川市・大黒町交差点）
  - 福島県道17号郡山停車場線（須賀川市・十貫内交差点）
  - 福島県道109号安積長沼線（郡山市・笹川南向交差点）
  - 福島県道47号郡山長沼線（郡山市・荒井大橋立体）
  - 福島県道143号仁井田郡山線（郡山市・仁池向交差点）
  - 福島県道6号郡山湖南線（郡山市・台新交差点）
  - 福島県道142号河内郡山線（郡山市・上亀田交差点）
  - 国道49号（郡山市・下亀田交差点（上り線）・中亀田交差点（下り線）〈あさか野（郡山）バイパス〉）
  - 福島県道296号荒井郡山線（郡山市八山田）
  - 国道288号（郡山市日和田町）
  - 福島県道115号三春日和田線・福島県道357号岩根日和田線（郡山市・荒池下交差点）
  - 福島県道304号大橋五百川停車場線（本宮市・荒井交差点）
  - E4 東北自動車道 本宮IC（本宮市）
  - 福島県道8号本宮熱海線（本宮市・会津街道入口交差点 -（重複）- 山田交差点）
  - 福島県道28号本宮三春線（本宮市・戸崎ロータリー交差点）
  - 福島県道30号本宮土湯温泉線（大玉村・玉貫交差点）
  - 福島県道368号馬場平杉田線（二本松市・杉田交差点）
  - 福島県道355号須賀川二本松線（二本松市・杉田跨道橋立体）
  - 国道459号（二本松市・羽石IC -（重複）- 冠木ミニIC）[注釈 28]
  - 福島県道129号二本松安達線（二本松市・二本松市役所入口交差点）
  - 福島県道355号須賀川二本松線（二本松市・二本松高架橋立体）
  - 福島県道62号原町二本松線（二本松市・安達ヶ原入口交差点）
  - 福島県道114号福島安達線（二本松市・油井交差点）
  - 福島県道39号川俣安達線・福島県道129号二本松安達線（二本松市）
  - 福島県道51号霊山松川線・福島県道52号土湯温泉線（福島市）
  - 福島県道307号福島飯野線（福島市）
  - 福島県道114号福島安達線（福島市）
  - 国道115号（福島市・鳥谷野交差点 -（重複）- 岩谷下交差点）[注釈 29]
  - 福島県道309号岡部渡利線（福島市・渡利弁天山交差点）
  - 国道13号（福島市・舟場町交差点）
  - 国道114号（福島市・仲間町交差点）
  - 福島県道387号飯坂保原線（福島市・北幹線東入口交差点）
  - 福島県道353号国見福島線（福島市・瀬上交差点）
  - 国道399号（伊達市・伊達交差点）
  - E13 東北中央自動車道（相馬福島道路）伊達桑折IC（伊達市）
  - 福島県道125号保原桑折線（伊達市・伏黒入口交差点）
  - 福島県道124号飯坂桑折線（桑折町・伊達郡役所入口交差点）
  - 福島県道123号保原伊達崎桑折線（桑折町・上郡交差点）
  - 宮城県道・福島県道46号白石国見線（国見町・藤田病院入口交差点）
  - 福島県道31号浪江国見線（国見町・日渡交差点）
  - 福島県道320号五十沢国見線（国見町・国見町役場前交差点）
  - 福島県道321号大枝貝田線（国見町・貝田交差点）
- 宮城県
  - 宮城県道105号越河角田線（白石市・越河交差点）
  - 宮城県道24号白石丸森線（白石市）
  - 国道113号（白石市・新白石大橋南詰）
  - 宮城県道254号南蔵王白石線（白石市）
  - 国道457号（白石市福岡長袋）
  - 宮城県道・山形県道12号白石上山線（白石市・福岡交差点 -（重複）- 蔵王町・宮交差点）
  - E4 東北自動車道 白石IC（白石市）
  - 宮城県道25号岩沼蔵王線（蔵王町・向山交差点）
  - 宮城県道109号白川犬卒都婆向山線（蔵王町・篭石交差点）
  - 宮城県道110号大河原高倉線・宮城県道115号蔵王大河原線（大河原町）
  - 宮城県道14号亘理大河原川崎線（大河原町）
  - 宮城県道116号船岡停車場船迫線（柴田町・西船迫交差点）
  - 宮城県道114号角田柴田線（柴田町）
  - 国道349号（柴田町・槻木交差点）
  - 宮城県道28号丸森柴田線（柴田町・四日市場交差点）
  - 宮城県道39号仙台岩沼線（岩沼市）
  - 国道6号（岩沼市・藤浪交差点 -（重複）- 仙台市宮城野区・苦竹IC〈仙台バイパス〉）[注釈 30]
  - 宮城県道125号岩沼海浜緑地線（岩沼市・末広交差点）
  - 宮城県道25号岩沼蔵王線（岩沼市）
  - 宮城県道20号仙台空港線（名取市）
  - 宮城県道258号仙台館腰線（名取市）
  - 宮城県道273号仙台名取線（名取市）
  - 宮城県道127号杉ヶ袋増田線・宮城県道274号美田園増田線（名取市）
  - 宮城県道129号閖上港線（名取市）
  - 仙台市主要地方道90号仙台南環状線（仙台市太白区・篭ノ瀬交差点）
  - 宮城県道54号井土長町線（仙台市若林区）
  - 宮城県道235号荒井荒町線（仙台市若林区）
  - 宮城県道23号仙台塩釜線・宮城県道137号荒浜原町線（仙台市若林区・六丁目交差点）
  - 国道45号（仙台市宮城野区・苦竹IC〈仙台バイパス〉）
  - 国道47号（仙台市宮城野区・苦竹IC〈仙台バイパス〉 -（重複）- 大崎市・上古川交差点）[注釈 31]
  - 宮城県道8号仙台松島線（仙台市宮城野区・山崎交差点）
  - 宮城県道37号仙台北環状線（仙台市泉区）
  - 宮城県道35号泉塩釜線（仙台市泉区・運転免許センター入口交差点）
  - 宮城県道56号仙台三本木線（仙台市泉区・鳥井原交差点）
  - E4 東北自動車道 泉IC（仙台市泉区）
  - E6 仙台北部道路 富谷IC（富谷市）
  - 宮城県道256号西成田宮床線（富谷市・仏所交差点）
  - 宮城県道9号大和松島線（大和町・桧木交差点）
  - 宮城県道3号塩釜吉岡線・宮城県道147号桝沢吉岡線（大和町）
  - 宮城県道261号大衡駒場線（大衡村・古舘前交差点）
  - 国道457号（大衡村・大柳交差点）
  - 宮城県道57号大衡落合線（大衡村・大衡小学校前交差点）
  - 宮城県道16号石巻鹿島台色麻線（大衡村・河原交差点）
  - 宮城県道156号小野田三本木線（大崎市）
  - 宮城県道56号仙台三本木線（大崎市）
  - 宮城県道157号中新田三本木線（大崎市）
  - 宮城県道152号涌谷三本木線（大崎市・三本木北町交差点）
  - 国道347号・宮城県道1号古川佐沼線（大崎市・城西交差点）
  - 国道108号（大崎市・上古川交差点）（※鳴子方面へは国道47号と重複）
  - 宮城県道59号古川一迫線（大崎市）
  - 宮城県道1号古川佐沼線（大崎市・竹の花交差点 -（重複）- 栗原市）
  - 宮城県道165号古川岩出山線（大崎市）
  - 宮城県道266号化女沼公園線（大崎市・羽黒交差点）
  - 宮城県道166号岩出山上蝦沢線（大崎市・通揚交差点）
  - 宮城県道167号真山高清水線（栗原市）
  - E4 東北自動車道 築館IC（栗原市）
  - 宮城県道36号築館登米線（栗原市）
  - 宮城県道176号若柳築館線（栗原市）
  - みやぎ県北高速幹線道路（宮城県道36号築館登米線別線） 国道4号バイパス交差点（栗原市）
  - 国道398号（栗原市・伊豆野原交差点）
  - 宮城県道42号築館栗駒公園線（栗原市・宮野交差点）
  - 宮城県道181号大鳥沢辺線（栗原市・沢辺西大寺交差点）
  - 宮城県道4号中田栗駒線（栗原市・沢辺神林交差点 -（重複）- 栗原市金成）
  - 岩手県道・宮城県道186号油島栗駒線（栗原市）
  - 岩手県道・宮城県道48号弥栄金成線（栗原市）
  - 宮城県道182号栗駒金成線（栗原市・藤渡戸交差点）
  - 岩手県道・宮城県道187号大門有壁線（栗原市）
- 岩手県
  - 岩手県道260号一関平泉線（一関市）
  - 国道284号・国道457号（一関市・萩荘交差点）
  - 国道342号（一関市・十二神交差点 -（重複）- 山目大槻）
  - 岩手県道14号一関北上線（一関市）
  - 岩手県道260号一関平泉線（平泉町・一関バイパス北口交差点）
  - 岩手県道300号三日町瀬原線（平泉町・バイパス南口交差点）
  - 岩手県道206号相川平泉線（平泉町・柳之御所交差点）
  - 岩手県道37号花巻平泉線・岩手県道237号長坂束稲前沢線（平泉町・バイパス北口交差点）
  - E4 東北自動車道 平泉前沢IC（平泉町）
  - 岩手県道243号新城馬口沢線（奥州市・沖田交差点）
  - 岩手県道237号長坂束稲前沢線（奥州市・向田交差点）
  - 岩手県道106号前沢東山線（奥州市・河ノ畑交差点）
  - 岩手県道243号新城馬口沢線（奥州市）
  - 岩手県道175号陸中折居停車場線（奥州市・折居交差点）
  - 岩手県道226号佐倉河真城線（奥州市・真城幅下交差点）
  - 国道343号（奥州市・水沢中田町交差点）
  - 国道397号（奥州市・太日通り交差点）
  - 岩手県道251号玉里水沢線（奥州市・鐙田交差点）
  - 岩手県道8号水沢米里線・岩手県道226号佐倉河真城線（奥州市・道下交差点）
  - 岩手県道270号西根佐倉河線（奥州市・白井坂交差点）
  - 岩手県道236号衣川水沢線（奥州市）
  - E4 東北自動車道 水沢IC（奥州市）
  - 岩手県道108号江刺金ヶ崎線・岩手県道196号胆沢金ヶ崎線（金ケ崎町・西根交差点）
  - 岩手県道270号西根佐倉河線（金ケ崎町・餅田交差点）
  - 岩手県道255号広瀬三ヶ尻線（金ケ崎町・三ヶ尻交差点）
  - 岩手県道144号六原停車場線（金ケ崎町・駅入口交差点）
  - 岩手県道159号久田笹長根線（北上市・赤鳥居前交差点）
  - 岩手県道50号北上金ヶ崎インター線・岩手県道254号相去飯豊線（北上市・北上金ヶ崎IC口交差点）
  - 岩手県道225号北上和賀線（北上市）
  - 岩手県道112号北上停車場線（北上市・北上駅口交差点）
  - 国道107号（北上市・有田町交差点）
  - 岩手県道245号南笹間黒沢尻線（北上市・さくらホール口交差点）
  - 岩手県道254号相去飯豊線（北上市・北上バイパス口交差点）
  - 岩手県道151号村崎野停車場線（北上市・大下交差点）
  - 岩手県道252号清水野村崎野線（北上市・工業団地口交差点）
  - 岩手県道298号山の神西宮野目線（花巻市）
  - 岩手県道28号花巻北上線（花巻市・花巻東BP高木交差点）
  - 国道283号（花巻市高田・朝日大橋西交差点、花巻市高木字堰袋・花巻東B.P.矢沢交差点〈花巻東バイパス〉）
  - 岩手県道・秋田県道12号花巻大曲線（花巻市・花巻東BP矢沢交差点）
  - E46 釜石自動車道 花巻空港IC（花巻市〈花巻東バイパス〉）
  - 岩手県道294号東宮野目二枚橋線（花巻市）
  - 岩手県道286号東和花巻温泉線（花巻市・花巻東BP北口交差点）
  - 岩手県道37号花巻平泉線（花巻市・花巻温泉・台温泉入口交差点）
  - 岩手県道213号花巻空港停車場線・岩手県道214号羽黒堂二枚橋線（花巻市・駅口交差点）
  - 岩手県道265号中寺林犬渕線（花巻市・石鳥谷BP南口交差点）
  - 岩手県道102号石鳥谷大迫線（花巻市・好地交差点）
  - 岩手県道198号志和石鳥谷線（花巻市・好地北交差点）
  - 岩手県道265号中寺林犬渕線（紫波町・犬渕交差点）
  - 岩手県道111号日詰停車場線（紫波町・駅入口交差点）
  - 岩手県道46号紫波インター線（紫波町・IC入口交差点）
  - 岩手県道25号紫波江繋線（紫波町・公園入口交差点）
  - 岩手県道152号古館停車場線（紫波町・古館駅入口交差点）
  - 岩手県道207号矢巾停車場線・岩手県道208号大ヶ生徳田線（矢巾町・駅入口交差点）
  - 国道46号・岩手県道36号上米内湯沢線（盛岡市・盛岡南IC口交差点）
  - 岩手県道16号盛岡環状線（盛岡市・川久保交差点）
  - 国道396号（※国道396号重複＝国道456号）（盛岡市・南大橋交差点）
  - 国道106号（盛岡市・茶畑交差点）
  - 国道455号（盛岡市・北山交差点）
  - 国道455号北山バイパス（盛岡市・北山トンネル南口交差点）
  - 国道282号（盛岡市・NHK前交差点 -（重複）- 滝沢市・分れ南交差点）[注釈 32]
  - 国道281号（盛岡市・NHK前交差点 -（重複）- 岩手郡岩手町・沼宮内北口交差点）[注釈 33]
  - 岩手県道220号氏子橋夕顔瀬線（盛岡市・上堂交差点）
  - 岩手県道128号厨川停車場線（盛岡市・厨川駅入口交差点）
  - 岩手県道16号盛岡環状線（滝沢市・分れ南交差点）
  - E4 東北自動車道 滝沢IC（滝沢市）
  - 岩手県道169号渋民川又線・岩手県道301号渋民田頭線（盛岡市）
  - 岩手県道129号好摩停車場線（盛岡市）
  - 岩手県道157号岩手川口停車場線（岩手町）
  - 岩手県道17号岩手平舘線（岩手町）
  - 岩手県道30号葛巻日影線（一戸町）
  - 岩手県道101号小鳥谷停車場線（一戸町）
  - 岩手県道15号一戸葛巻線（一戸町・姉帯入口交差点）
  - 岩手県道274号二戸一戸線（一戸町・女鹿口交差点）
  - E4A 八戸自動車道 一戸IC（一戸町）
  - 岩手県道5号一戸山形線（一戸町）
  - 岩手県道274号二戸一戸線（一戸町・小井田交差点 - （重複） - 一戸町鳥越）
  - 岩手県道6号二戸五日市線（一戸町）
  - 岩手県道24号二戸九戸線（二戸市・中曽根交差点）
  - 岩手県道・青森県道32号二戸田子線（二戸市・米沢交差点）
  - 岩手県道274号二戸一戸線（二戸市金田一）
  - 国道395号（二戸市・沖交差点）
  - 岩手県道244号金田一温泉線（二戸市）
  - 岩手県道241号上斗米金田一線（二戸市）
- 青森県
  - 青森県道149号目時停車場線（三戸町）
  - 国道104号（三戸郡三戸町川守田 -（重複）- 三戸郡南部町・剣吉交差点）[注釈 34]
  - 国道454号（三戸郡五戸町扇田 -（重複）- 中ノ沢）
  - 国道102号（十和田市三本木）
  - 国道45号（十和田市三本木 -（重複）- 青森市平新田）[注釈 35]
  - 国道394号（上北郡七戸町影津内 -（重複）- 上町野）
  - E4A 上北自動車道 七戸北IC（七戸町）
  - 青森県道242号後平青森線（七戸町）
  - 下北半島縦貫道路（野辺地バイパス）野辺地IC（上北郡野辺地町）
  - 国道279号（上北郡野辺地町・松ノ木平交差点）
  - 国道7号青森環状道路（青森市平新田）
  - 国道103号（青森市・橋本2丁目交差点）
  - 国道7号・国道101号（青森市・青い森公園前終点）

### 主な峠
- 福島県
  - 国見峠（標高185 m、伊達郡国見町 - 宮城県白石市）
- 岩手県
  - 十三本木峠（標高459 m、二戸郡一戸町（最高地点））

## ギャラリー

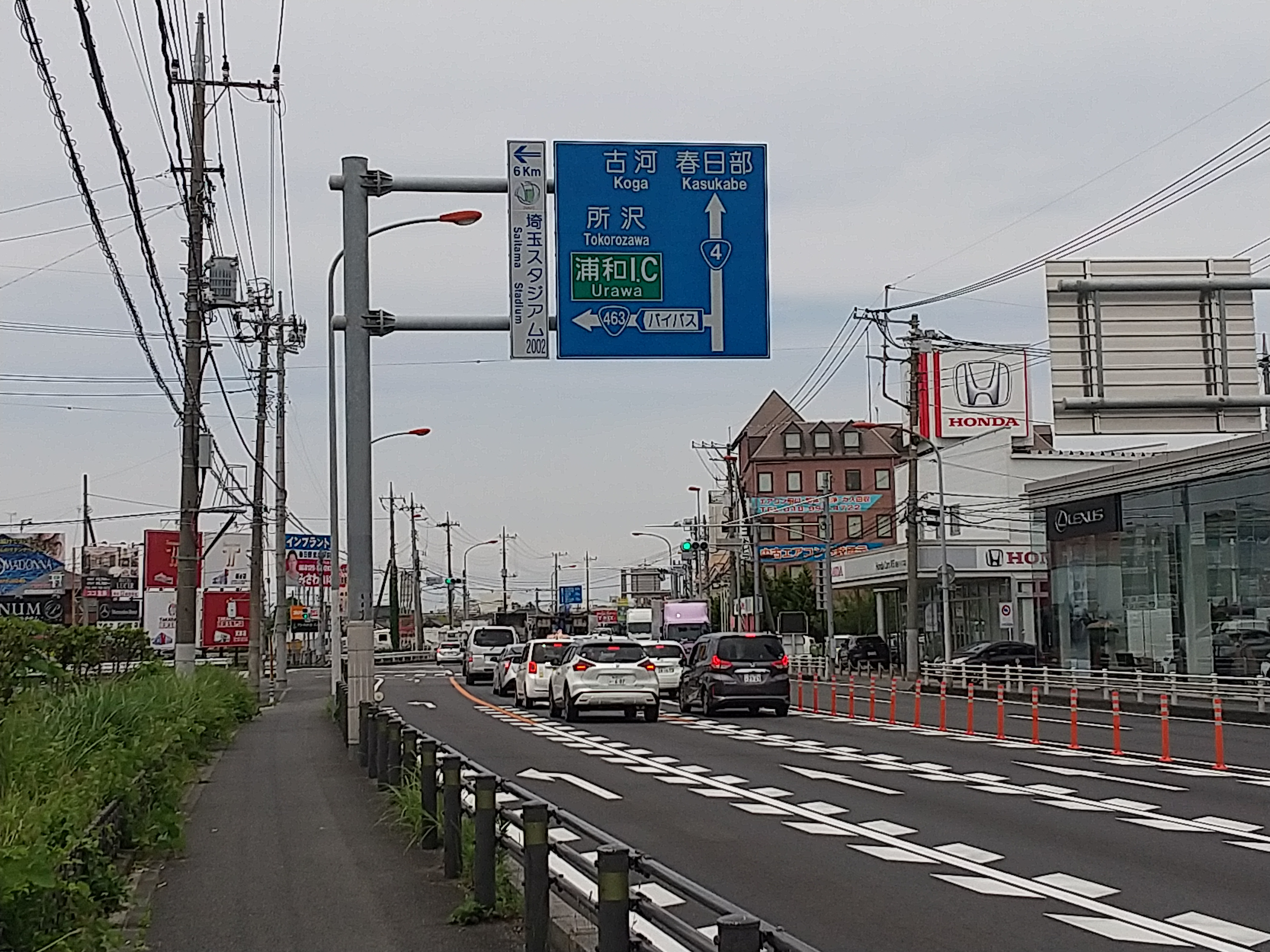
国道463号との分岐 埼玉県越谷市神明町
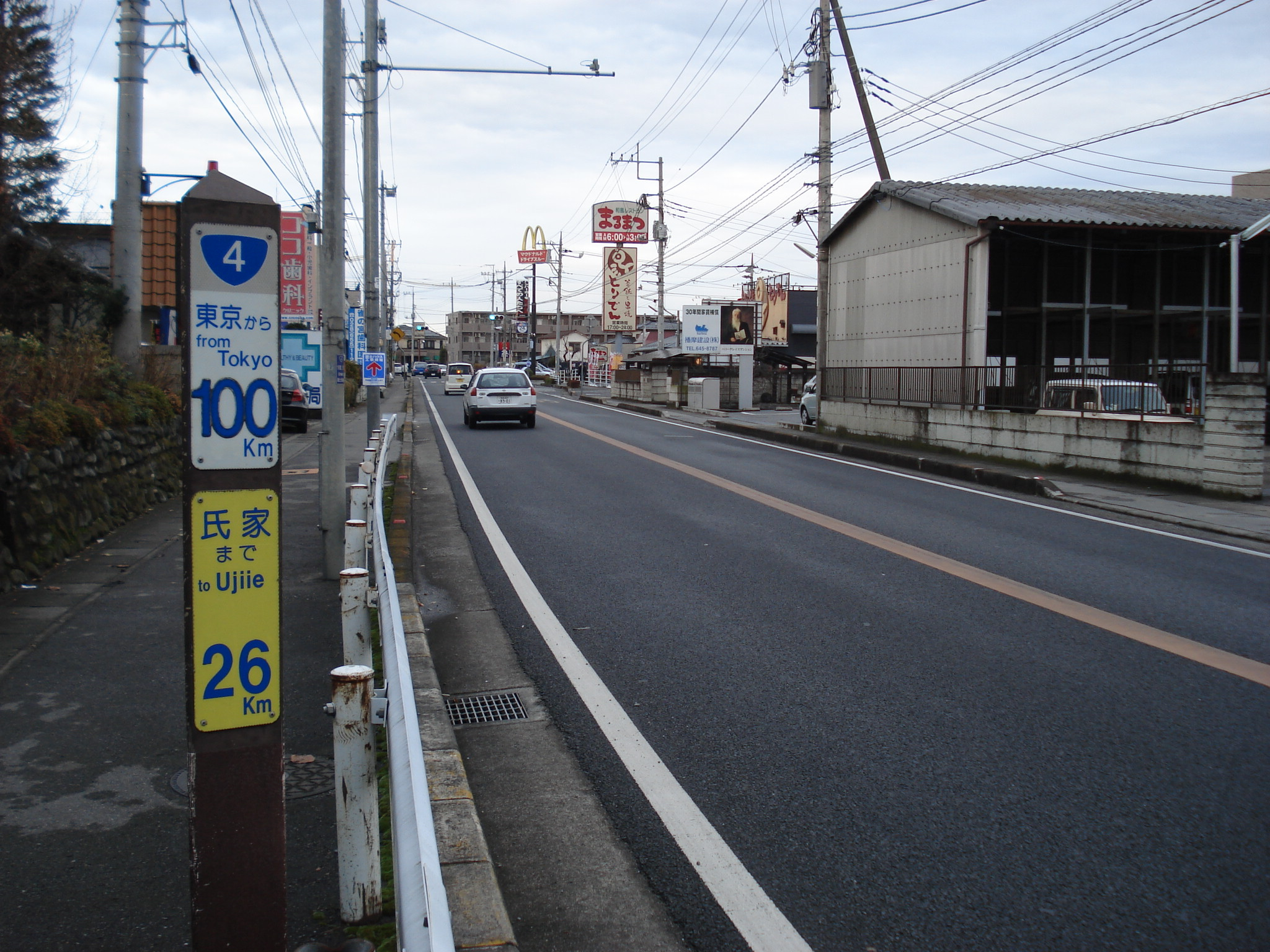
起点より100 km地点 （栃木県宇都宮市雀の宮・現道区間）
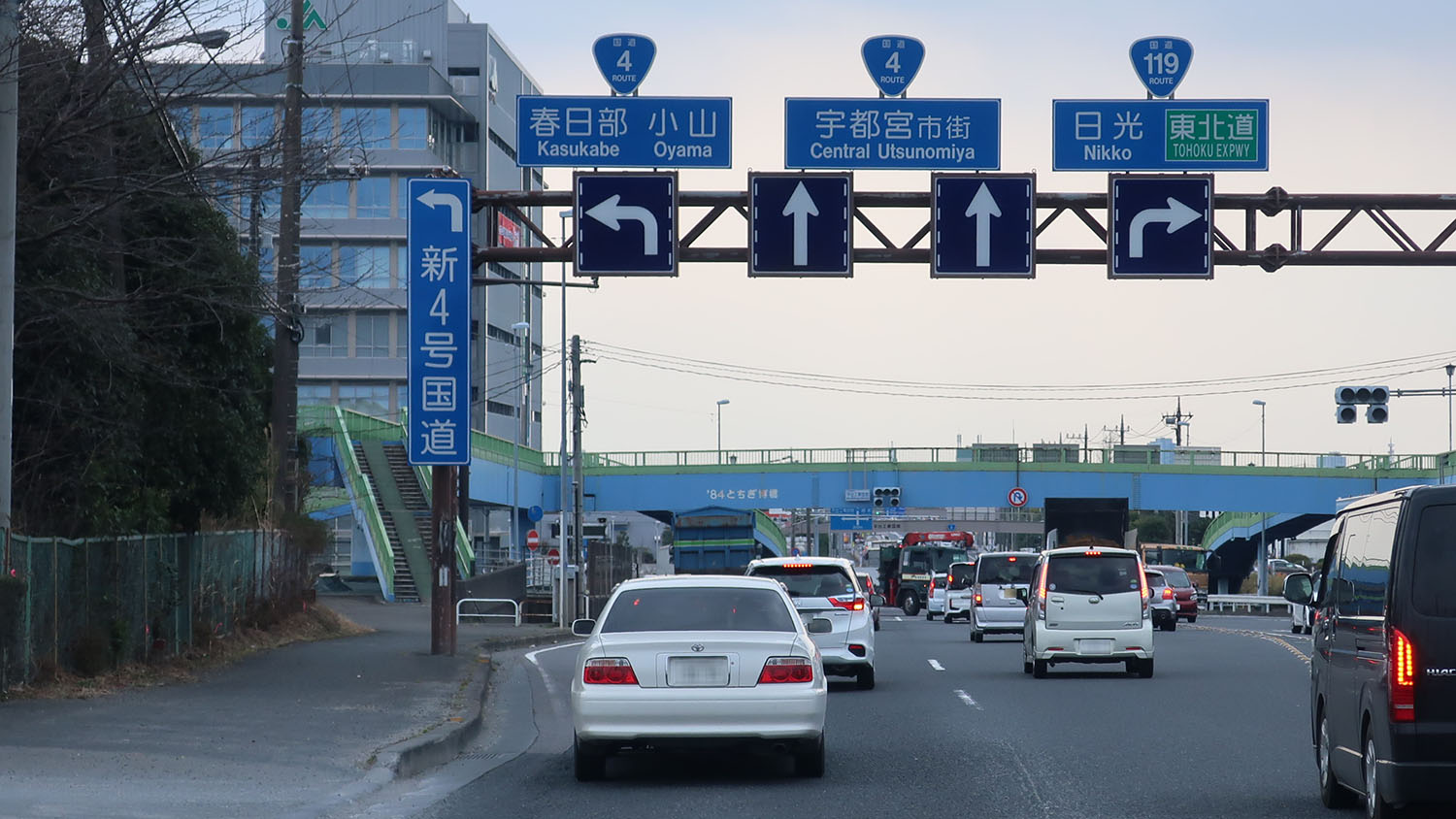
国道119号との分岐 栃木県宇都宮市 平出工業団地
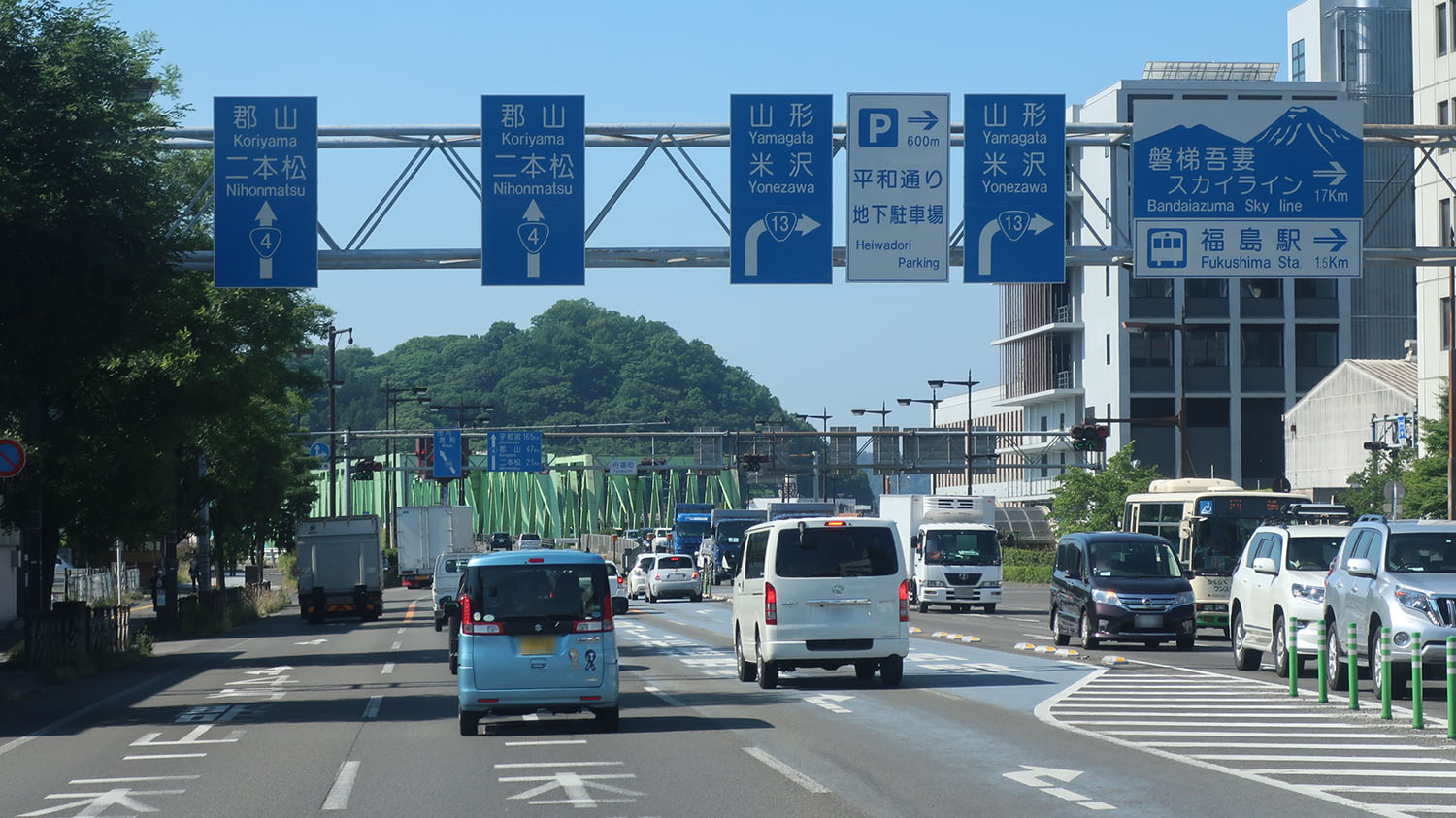
国道13号起点付近 福島県福島市舟場町
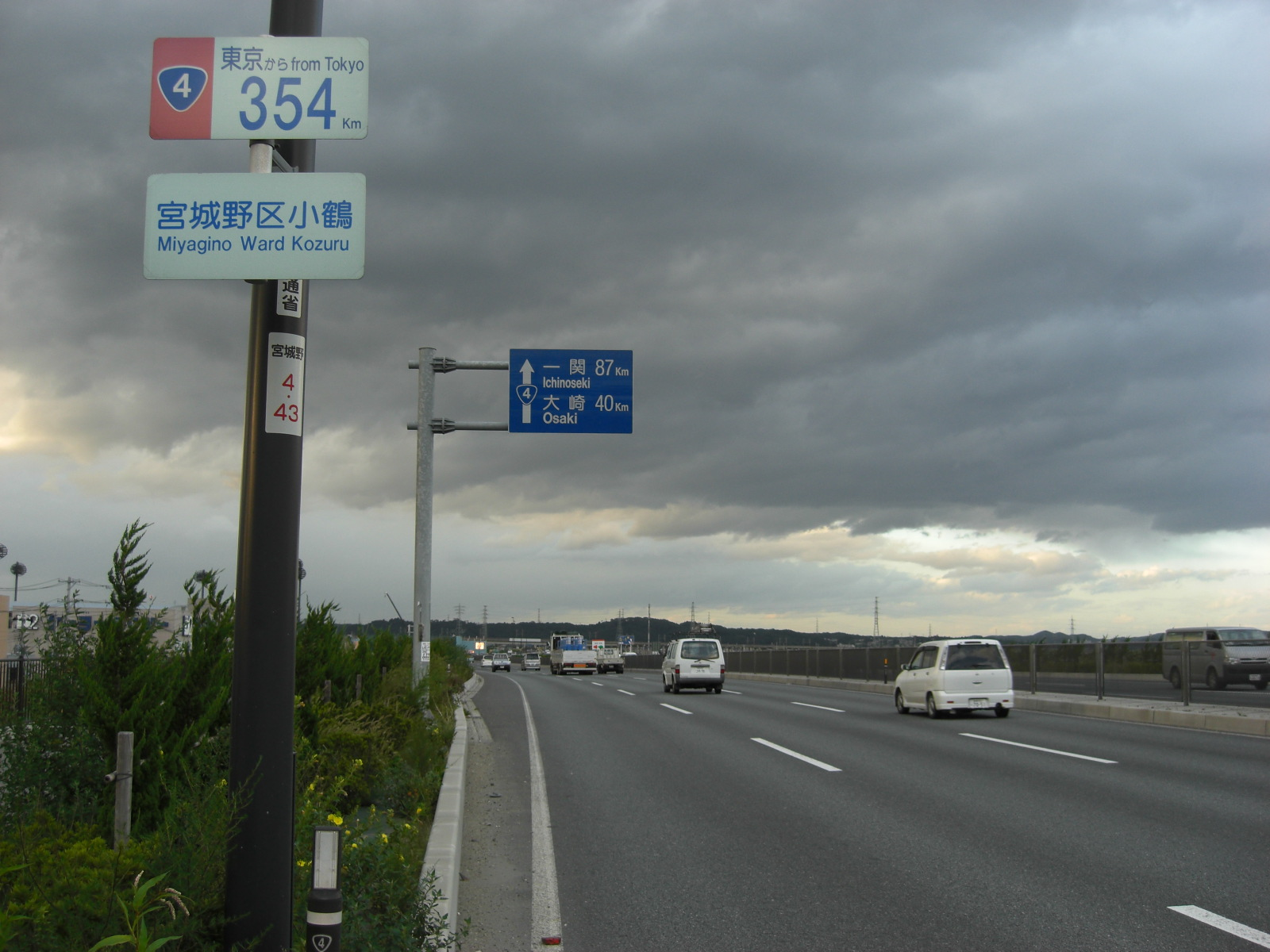
東京都中央区日本橋から354 km （宮城県仙台市宮城野区小鶴：苦竹IC付近）
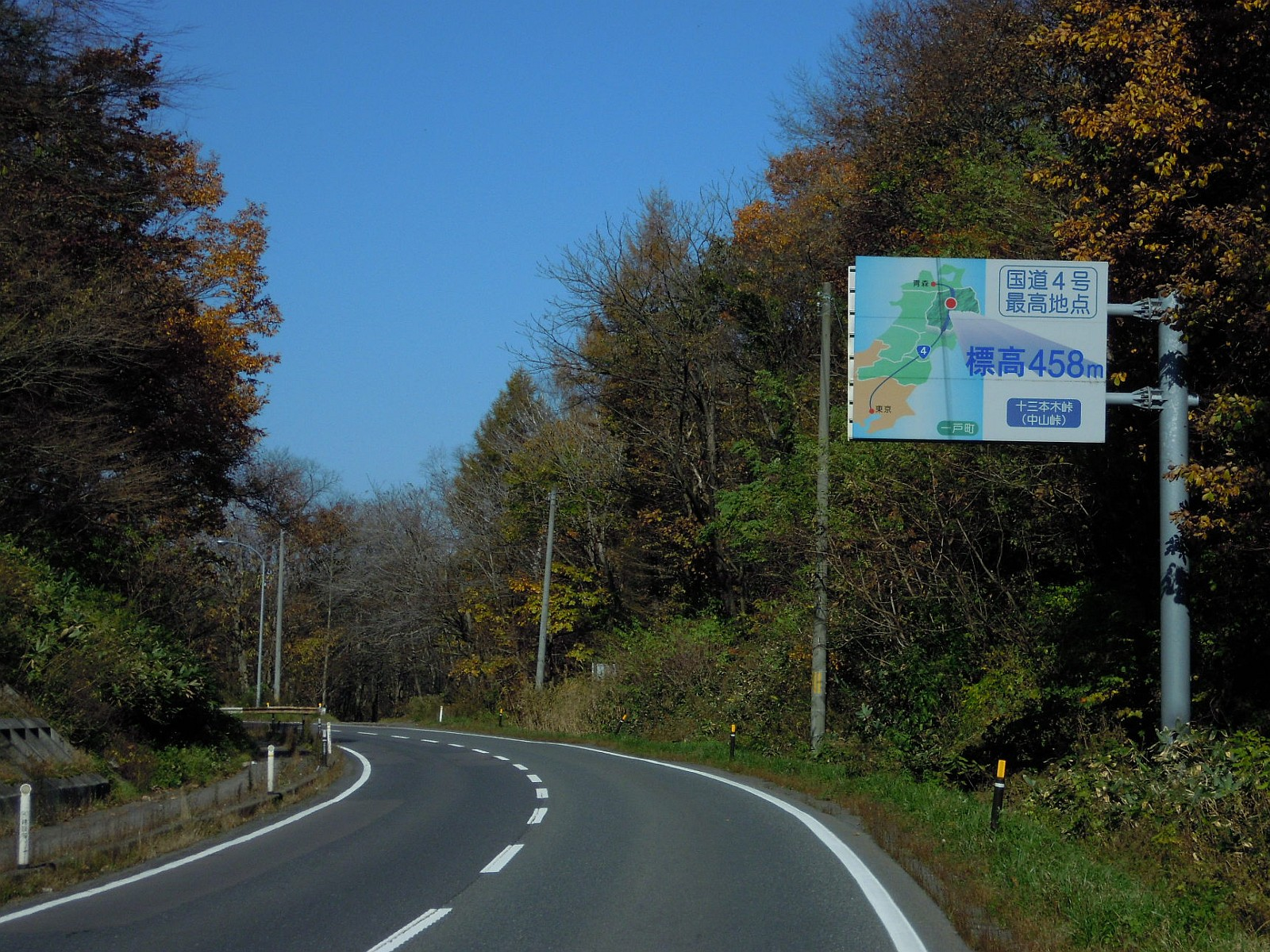
国道4号の最高地点であることを示す、十三本木峠の標識
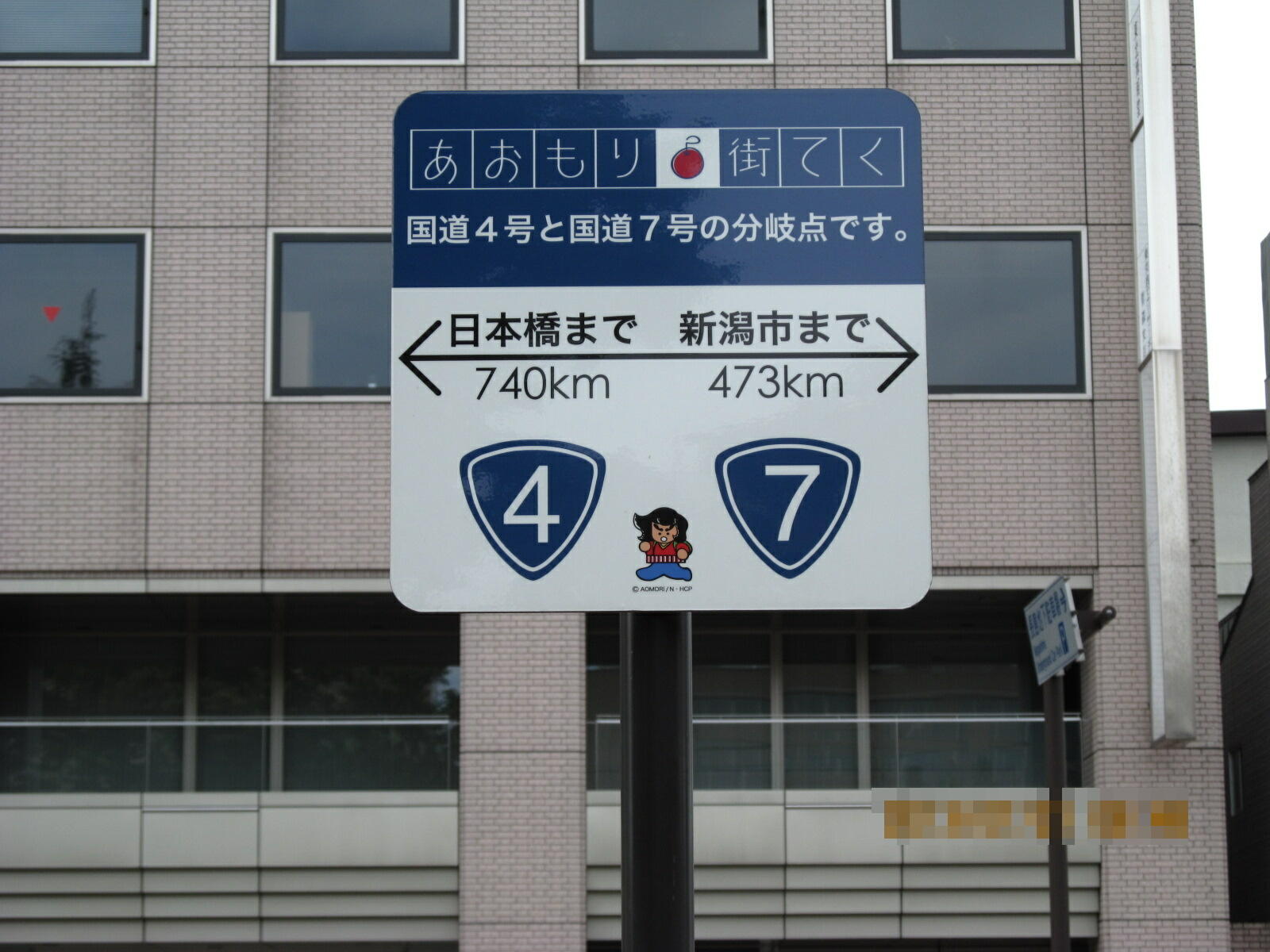
国道4号と国道7号の分岐点 青森県青森市長島